# ダキバヒメアザミ
ダキバヒメアザミ（抱葉姫薊、学名 Cirsium amplexifolium）はキク科アザミ属の多年草。

## 特徴
茎の高さは1.5–2mほどになり、茎はしばしば紫色を帯びる。茎葉の基部は茎を広く抱き、葉は鋸歯状または羽状に中裂する。葉の刺は長さ1–2mm。
花期は7–9月で、頭花は枝先に上向きにつける。総苞は粘らなく、総苞片は長く伸び、中部から先は反り返る。ときに総苞直下に1–2枚の苞葉がつく。

## 分布と生育環境
アザミ属は、分布域が比較的広いものと極端に狭い地域固有種がある。ダキバヒメアザミの分布域は比較的広く、本州の東北地方（福島県を除く）と新潟県に分布し、山野にふつうに自生する。

## 画像

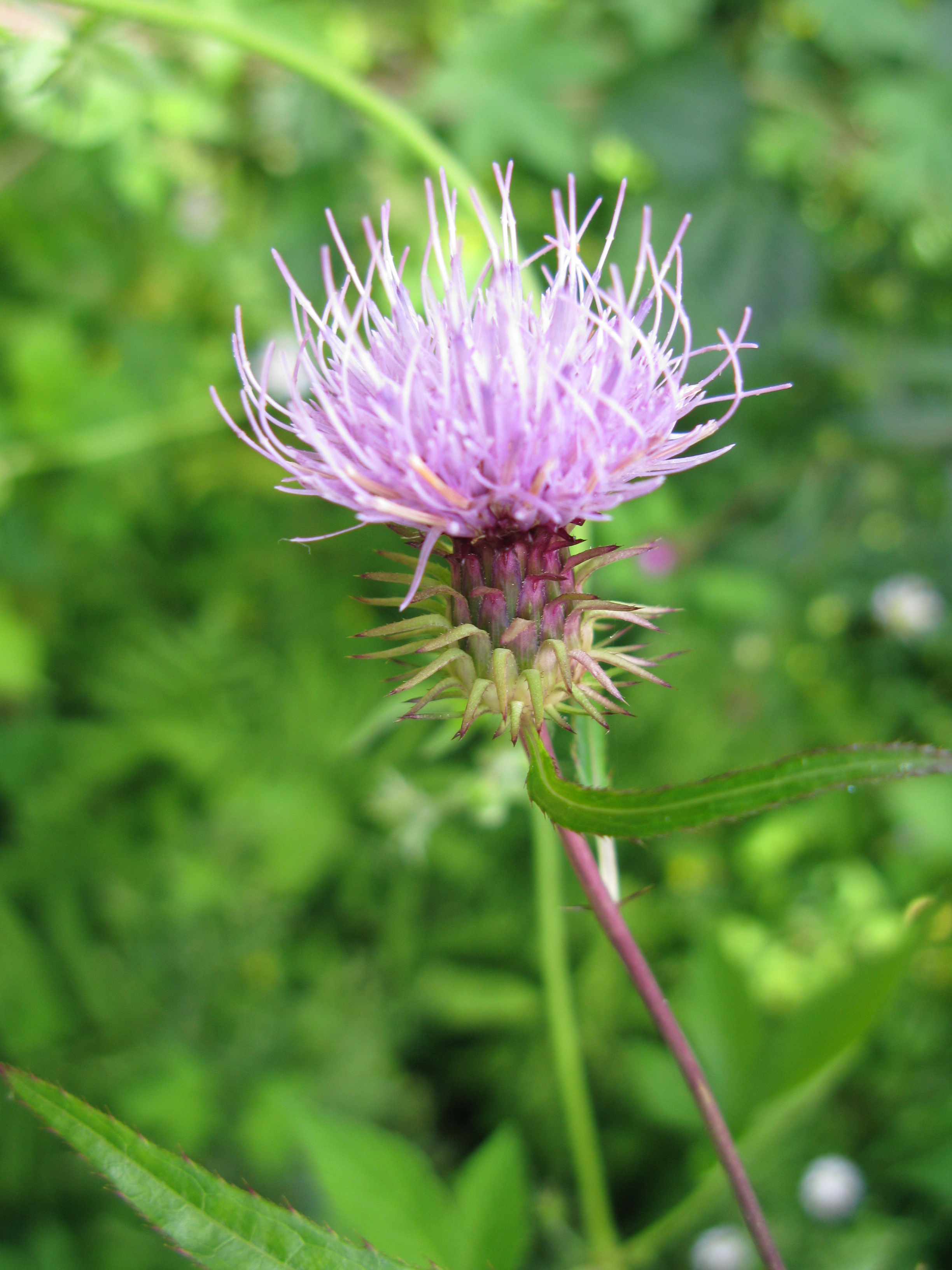
ときに総苞直下に1-2枚の苞葉が付く。
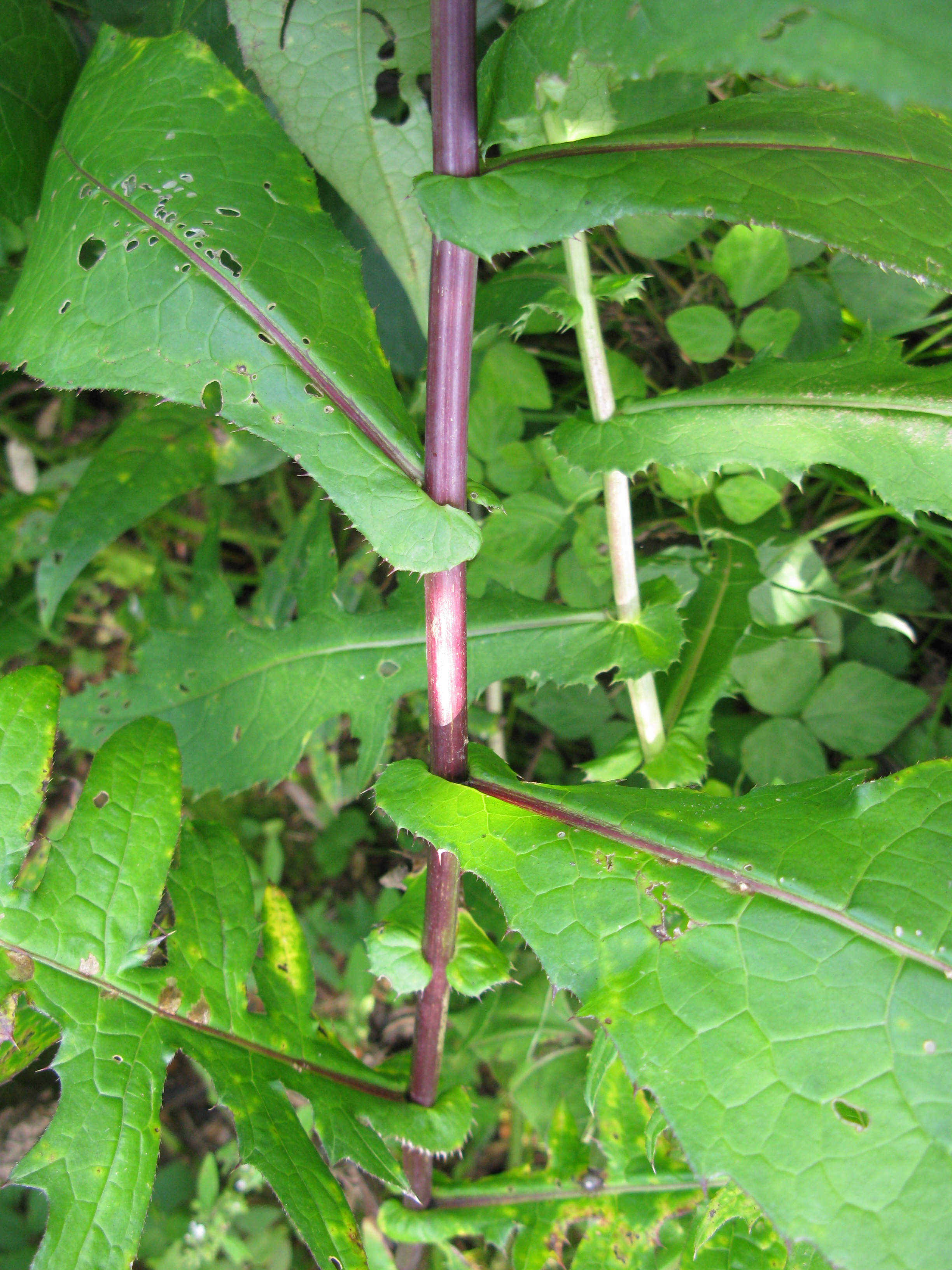
葉は茎を広く抱き、茎はしばしば紫色を帯びる。